# مارتی فیلوسیا
مارتی فیلوسیا (انگلیسی: Martí Filosia؛ زادهٔ ۱۵ سپتامبر ۱۹۴۵) بازیکن سابق فوتبال اهل اسپانیا است که در پست تهاجمی هافبک بازی می‌کرده‌است.

## زندگی حرفه‌ای
مارتی فیلوسیا متولد پالافروخی، خیرونا، کاتالونیا، در تابستان ۱۹۶۶ از  سی دی کوندال به باشگاه فوتبال بارسلونا پیوست. او اولین بازی رسمی خود را در 16 اکتبر زیر نظر روکه اولسن انجام داد و ۹۰ دقیقه کامل را در  بازی با اسپانیول در استادیوم ساریا در دربی انجام داد، که در این بازی بارسلونا ۲-۰ باخت.